# Rusi Goczew
Rusi Żekow Goczew (bułg. Руси Жеков Гочев; ur. 9 marca 1958 w Burgasie) – bułgarski piłkarz grający na pozycji napastnika. W swojej karierze rozegrał 43 mecze i strzelił 8 bramek w reprezentacji Bułgarii.

## Kariera klubowa
Swoją karierę piłkarską Goczew rozpoczął w klubie Czernomorec Burgas. W sezonie 1976/1977 roku zadebiutował w nim w drugiej lidze bułgarskiej. W debiutanckim sezonie awansował z Czernomorcem do pierwszej ligi bułgarskiej. W Czernomorcu grał do końca sezonu 1978/1979, w którym został królem strzelców ligi.
W 1979 roku Goczew odszedł do Lewski-Spartak Sofia. W sezonach 1980/1981, 1981/1982 i 1982/1983 trzykrotnie z rzędu wywalczył z Lewskim wicemistrzostwo Bułgarii. W sezonie 1983/1984 sięgnął z Lewskim po dublet - mistrzostwo oraz Puchar Bułgarii. W sezonie 1984/1985 ponownie został mistrzem kraju, a w sezonie 1985/1986 zdobył jego puchar. W sezonie 1986/1987 wywalczył wicemistrzostwo Bułgarii.
W 1987 roku Goczew odszedł z Lewskiego do LASK Linz. W austriackim klubie grał przez dwa lata. W 1989 roku zakończył w nim swoją karierę.
| Sezon   | Klub                 | Kraj     | Rozgrywki  | Mecze | Gole |
| ------- | -------------------- | -------- | ---------- | ----- | ---- |
| 1976/77 | Czernomorec Burgas   | Bułgaria | II liga    | ?     | ?    |
| 1977/78 | Czernomorec Burgas   | Bułgaria | I liga     | ?     | ?    |
| 1978/79 | Czernomorec Burgas   | Bułgaria | I liga     | ?     | ?    |
| 1979/80 | Lewski-Spartak Sofia | Bułgaria | I liga     | 24    | 6    |
| 1980/81 | Lewski-Spartak Sofia | Bułgaria | I liga     | 21    | 5    |
| 1981/82 | Lewski-Spartak Sofia | Bułgaria | I liga     | 4     | 0    |
| 1982/83 | Lewski-Spartak Sofia | Bułgaria | I liga     | 24    | 9    |
| 1983/84 | Lewski-Spartak Sofia | Bułgaria | I liga     | 21    | 4    |
| 1984/85 | Lewski-Spartak Sofia | Bułgaria | I liga     | 24    | 8    |
| 1985/86 | Witosza Sofia        | Bułgaria | I liga     | 21    | 5    |
| 1986/87 | Witosza Sofia        | Bułgaria | I liga     | 30    | 7    |
| 1987/88 | LASK Linz            | Austria  | Bundesliga | 8     | 0    |
| 1988/89 | LASK Linz            | Austria  | Bundesliga | 5     | 2    |

## Kariera reprezentacyjna
W reprezentacji Bułgarii Goczew zadebiutował 31 maja 1978 roku w zremisowanym 1:1 meczu Pucharu Bałkanów z Rumunią, rozegranym w Sofii. Grał m.in. w: eliminacjach do Euro 80, do Euro 84 i do MŚ 86. Od 1978 do 1986 rozegrał w kadrze narodowej 43 mecze i strzelił 8 goli.